# Zelenîi Hai, Baranivka
Zelenîi Hai (în ucraineană Зелений Гай) este un sat în comuna Radulîn din raionul Baranivka, regiunea Jîtomîr, Ucraina.

## Demografie
Componența lingvistică a localității Zelenîi Hai
     Ucraineană (100%)
Conform recensământului din 2001, toată populația localității Zelenîi Hai era vorbitoare de ucraineană (100%).